# Gare de Fuzhou
 (mai 2020).
Si vous disposez d'ouvrages ou d'articles de référence ou si vous connaissez des sites web de qualité traitant du thème abordé ici, merci de compléter l'article en donnant les références utiles à sa vérifiabilité et en les liant à la section « Notes et références ».
La gare de Fuzhou (chinois : 福州站 ; pinyin : Fúzhōu zhàn) est une gare ferroviaire chinoise situé à Fuzhou. Elle est créée en 1958 et rénovée en 2004 pour y accueillir des lignes à grande vitesse.
La LGV Hefei - Fuzhou, la relie à Shangrao, dans la province du Jiangxi et à Hefei (Gare de Hefei-Sud), dans la province de l'Anhui.
La ligne Wenzhou–Fuzhou, une autre LGV, la relie à la ville-préfecture de Wenzhou, dans la province du Zhejiang.